# Otokar Kent 290LF
Otokar Kent 290LF – niskopodłogowy autobus miejski, napędzany olejem napędowym, produkowany przez turecką firmę Otokar.